# یوتی‌سی ۲:۳۰-

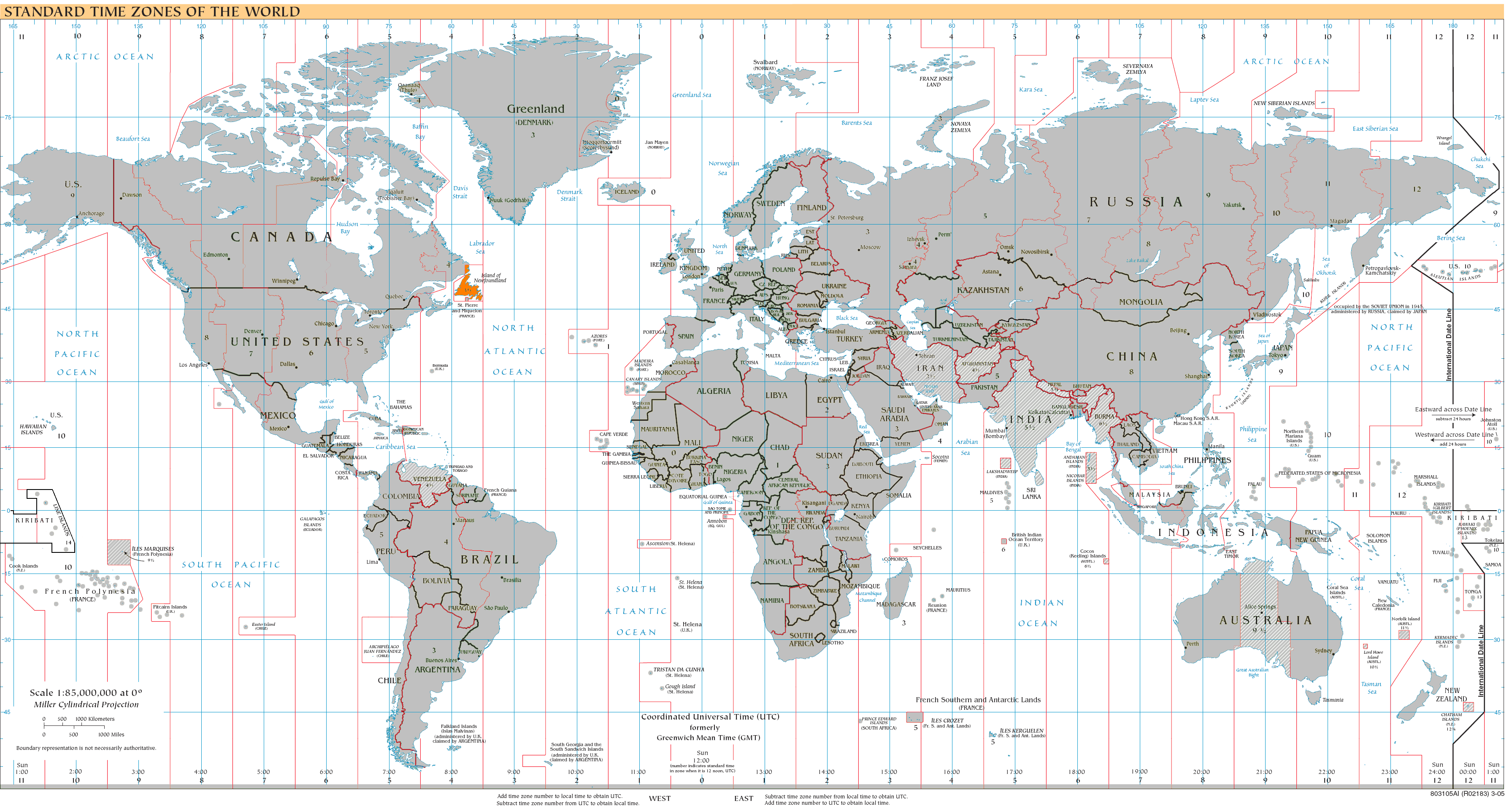
UTC−۰۲:۳۰: آبی (دسامبر), نارنجی (ژوئن), زرد (تمام سال), آبی روشن - محدوده دریا

هم‌اکنون زمان‌بندی گرینویچ منفی ۲:۳۰- (به انگلیسی: UTC−02:30) برای اندازه‌گیری زمان کاربرد دارد.

## وقت تابستانی نیمکره شمالی
- کانادا (NDT—منطقه زمانی نیوفاندلند)
  - نیوفاندلند و لابرادور
    - لابلادر (جنوب شرقی),
    - نیوفاندلند (جزیره)